# Artikel 19 Verlag
Der Artikel 19 Verlag ist ein deutscher Verlag, der das Buch Die satanischen Verse von Salman Rushdie auf Deutsch veröffentlichte. Er wurde aus diesem Anlass gegründet.
1988 erschien das Buch zunächst in englischer Sprache. Im Januar 1989 wurden in Großbritannien Exemplare des Buches öffentlich verbrannt, woraufhin dortige Buchhändler dazu übergingen, den Roman nicht mehr auszustellen. Anfang Februar 1989 folgten in Pakistan und Indien wegen des Buches Pogrome mit Todesopfern. Am 14. Februar 1989 rief Ajatollah Chomeini alle Muslime dazu auf, den Autor und seine Verleger zu töten. Aus dem Handelsregister geht hervor, dass am selben Tag der Artikel 19 Verlag gegründet wurde.
Die Allgemeine Erklärung der Menschenrechte umfasst durch ihren Artikel 19 die Meinungsfreiheit. Darauf bezieht sich der Name des Verlags.
Keine zwei Wochen nach dem Mordaufruf stand fest, dass sich mindestens zwei Dutzend Verlage an der Veröffentlichung beteiligen. Es beteiligten sich Verleger aus Deutschland, Österreich und der Schweiz. Rund neunzig Verlage und weit über hundert Herausgeber fanden sich bis August 1989. „Die satanischen Verse“ in deutscher Sprache gibt es seit dem 17. Oktober 1989 im Handel.